# 赤坂プリンスホテル
赤坂プリンスホテル（あかさかプリンスホテル、Akasaka Prince Hotel）は、かつて東京都千代田区紀尾井町で営業していたホテルである。最寄駅は赤坂見附駅または永田町駅。所有・運営は西武グループのプリンスホテル。「赤プリ」の愛称で親しまれた。
2007年に「グランドプリンスホテル赤坂」と改称された後、2011年3月に「東京ガーデンテラス紀尾井町」への再開発のため閉鎖された。

## 概要
開業は1955年10月1日で、最終的には旧館・別館・新館・五色（コンベンションセンター）・弁慶橋清水（料亭）・赤坂プリンスレジデンスの6棟から構成されていた。1983年に開業した40階建ての新館は、隣接するホテルニューオータニのタワー棟と並んで赤坂見附にそびえ、バブル時代を代表するホテル・トレンディスポットとしても人気を得ていた。芸能人やスポーツ選手の結婚式の披露宴会場に使用された。バブル時代には若いカップルがクリスマスを高級レストランや高級ホテルやリゾートで過ごすことが流行しており、赤坂プリンスホテルのクリスマスの宿泊予約も9月末には埋まり、クリスマス明けにチェックアウトした客がその場で翌年分を予約するほどの人気であった 。
旧館は1930年に完成した旧李王家邸を改装したクラシックな建物で、別棟が増築された後には客室は置かれず、バーやレストラン、結婚式場として利用されていた。
2010年4月、老朽化による競争力低下の予想と保有資産の活用再検討の必要性を理由に、翌年3月31日をもって営業を終了することが発表された。その後、2011年3月31日をもってホテル営業を終了した。
新館は取り壊された上で大型複合商業ビルの「東京ガーデンテラス紀尾井町」として再開発され、2016年7月27日に開業。プリンスホテルは同施設にプリンスホテルの最高級ホテルブランドである「ザ・プリンスギャラリー 東京紀尾井町」として入居する。旧館は「赤坂プリンス クラシックハウス」として移設され、同時に開業する（後述）。旧館内のバー「ナポレオン」は再開業となった。

## 施設

### 旧館（旧李王家邸）

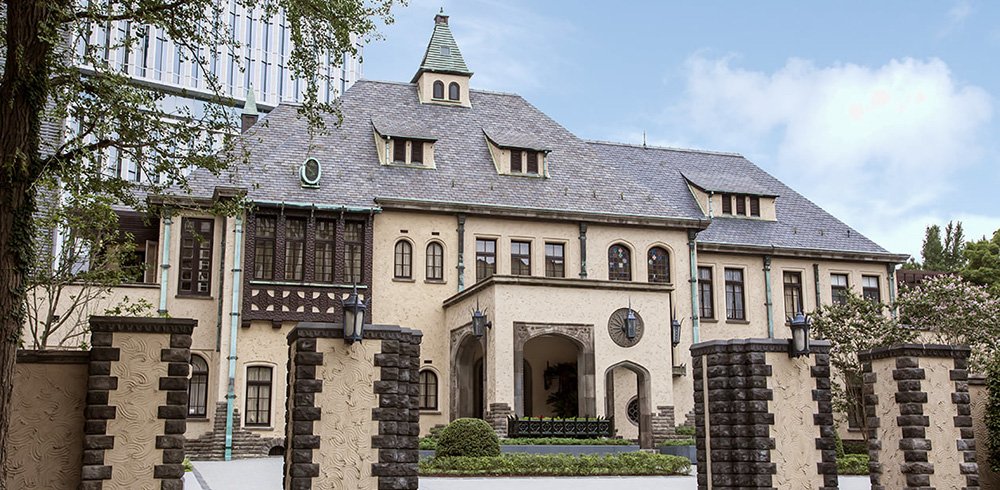
旧館の正面

大韓帝国の皇太子として生まれ、韓国併合後は日本の皇族に準じた扱いを受けていた李垠の邸宅として造営された建物を引き継いで1955年（昭和30年）開業した。建物は鉄筋コンクリート造（一部木造）2階建の洋館で、宮内省内匠寮の北村耕造、権藤要吉らが設計し、清水組（当時）により施工された。
日本の敗戦後には李垠も臣籍降下したことから、建物の大部分は参議院議長公邸などとして使用された後、1952年に国土計画興業（後のコクド、及びプリンスホテル）がこれを取得した。客室35室が整備され、1955年に赤坂プリンスホテルとして開業した。
元は四角い中庭を囲む形の建物で、後に西側が撤去されている。デザインはチューダー様式を基調としている。白い壁と濃褐色の木材との対比が落ち着いた印象を与えている。玄関ホールのスクリーン、階段の手摺り子など随所にねじり柱が施されている。談話室などには和風の網代天井も用いられている。現在、1階の大食堂はチャペルとして使用されている。2階のレストランは大幅に改装されているが寝室や書斎などの内装は造り付けの調度品も含めて当初の状態で残され、レストランの個室などに使用されている。1階がバー「ナポレオン」や結婚式場、2階がフレンチレストラン「トリアノン」などとなっていた。
- 2階：サファイアホール、仏蘭西料理「トリアノン」
- 1階：チャペル、バー「ナポレオン」、清和政策研究会事務所（閉館に伴い2011年2月、紀尾井町に移転）

2011年に東京都指定有形文化財となり、敷地内で曳家されたあと修復工事が進められ、2016年にレストラン、結婚式場、宴会場を備えた「赤坂プリンス クラシックハウス」としてリニューアルオープンした。
赤坂プリンス クラシックハウス（2016年〜）
2016年にオープンしたレストラン1、バー2、宴会場3、挙式会場を備えた施設。バーの店名「バー ナポレオン」は1950年の開業時より名前を引き継いでいる。
敷地内にある挙式会場にて、「キリスト教式」「洋装人前式」「和装人前式」からそれぞれのスタイルに合わせて選べ、敷地内でのガーデン挙式も可能である。														
一方、パーティルーム（バンケット、披露宴会場）は「ロイヤル・ルーム」「クラウン・ルーム」「鏡の間」の3つから選択することができる。

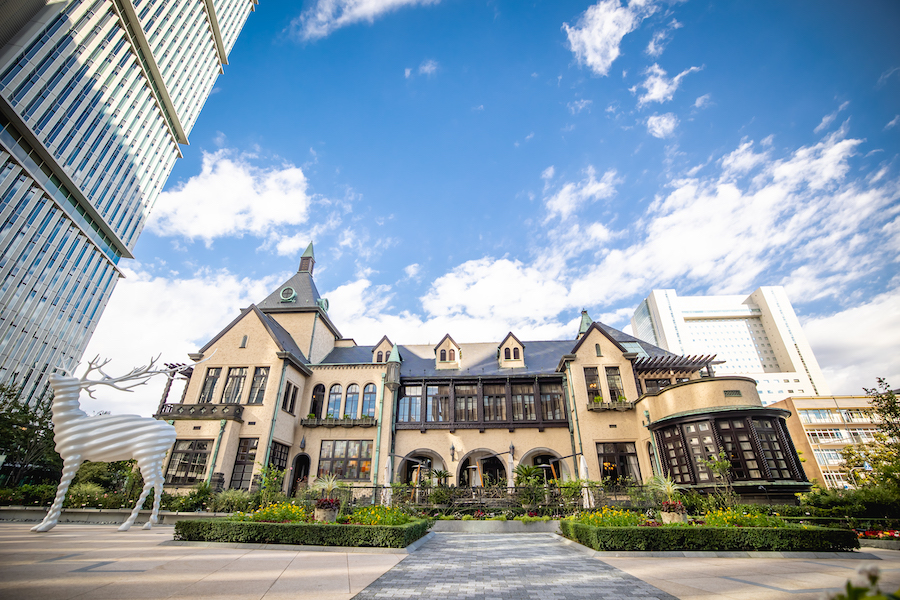
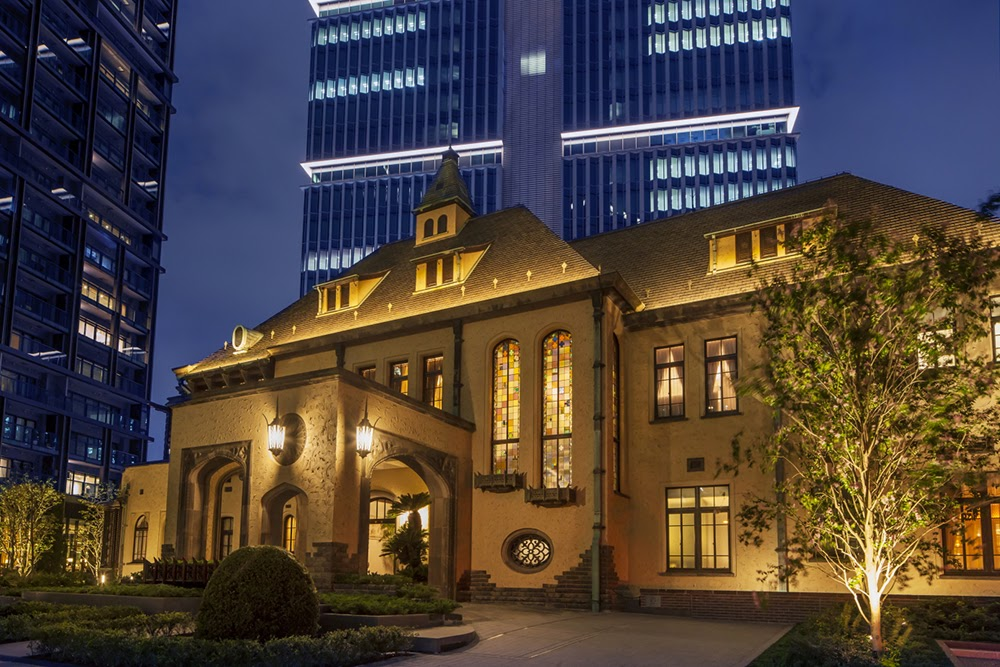
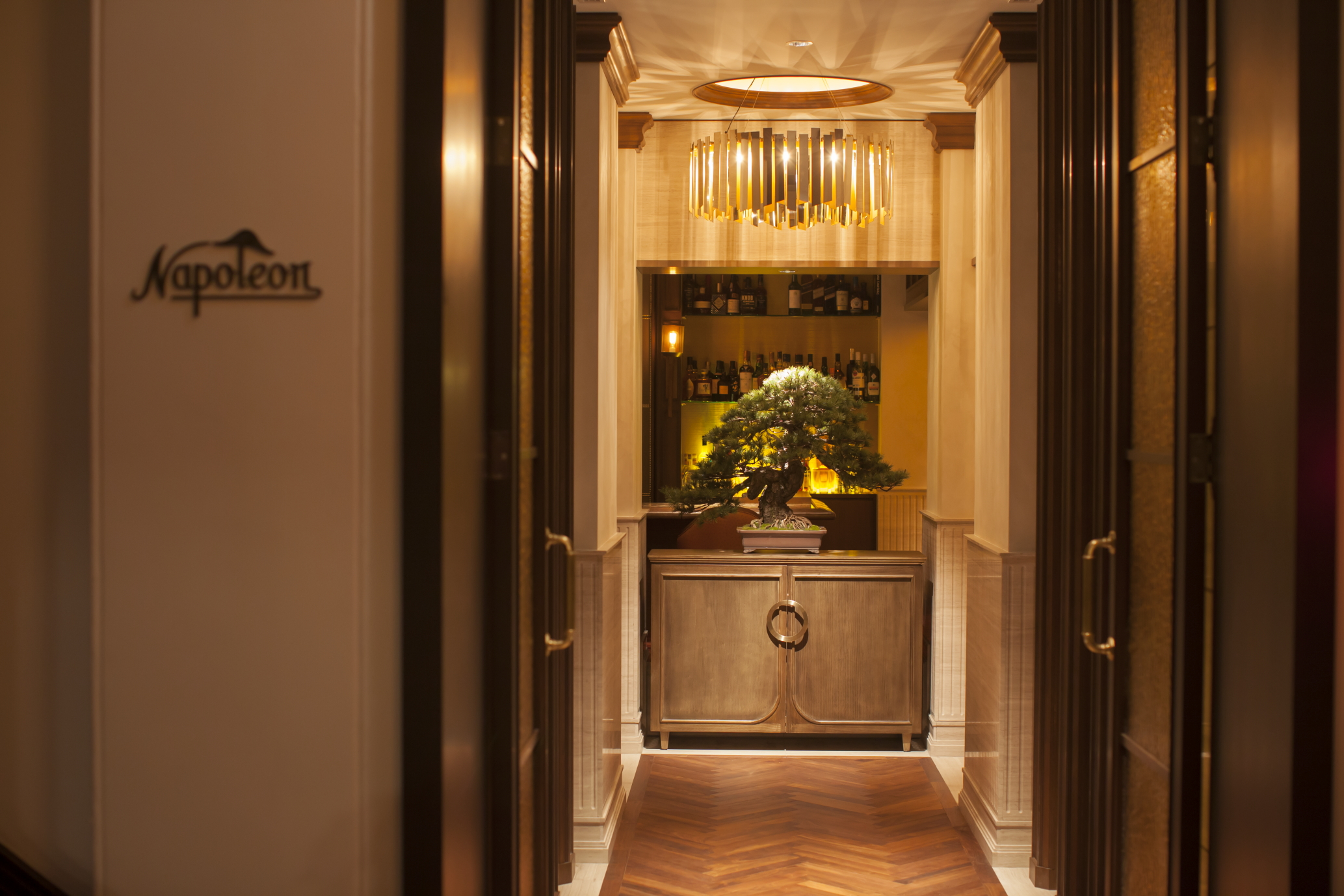
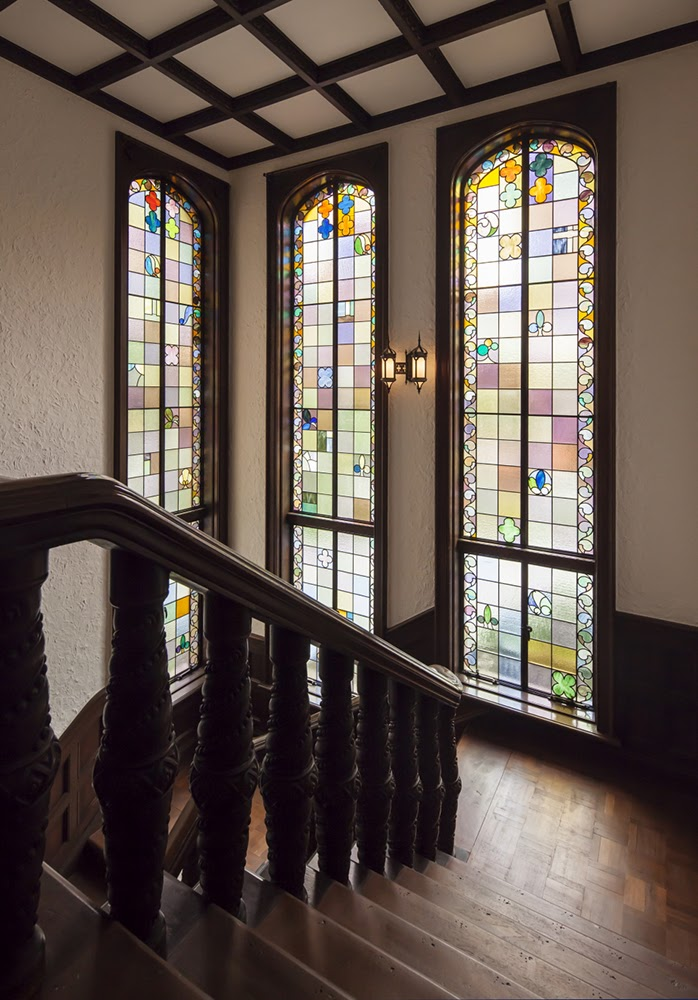
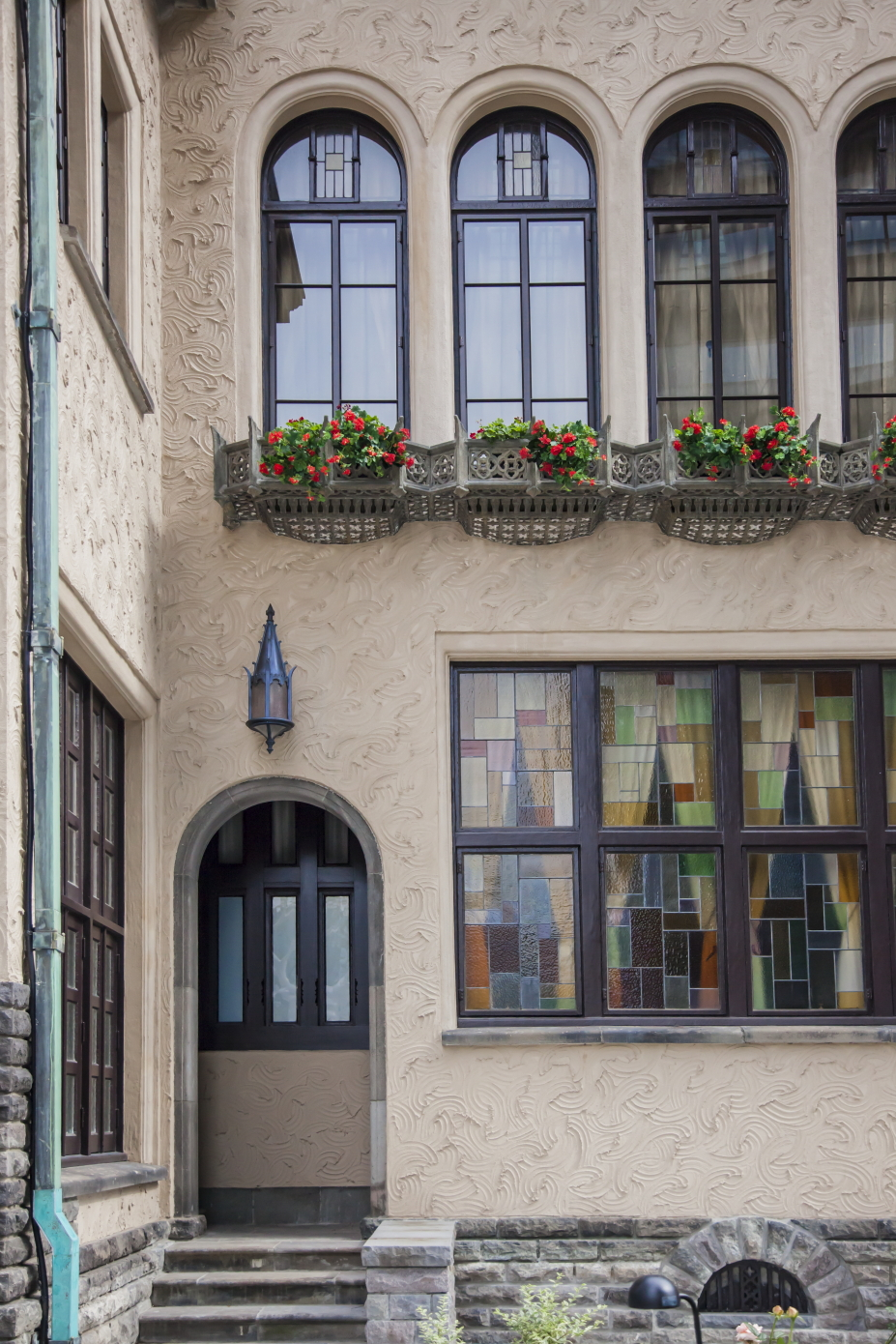

### 新館

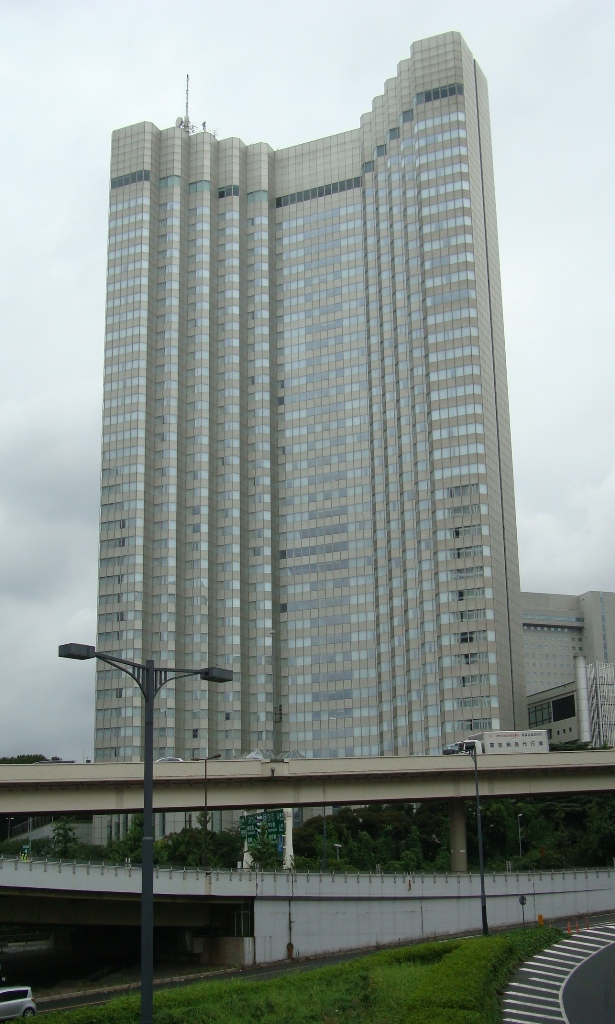
新館（2011年）

丹下健三設計による超高層ビルで、1983年3月7日に営業を開始した。雁行設計により、全ての客室がコーナールームとなっており、客室内にはエーロ・サーリネンのデザインしたチューリップチェアやサイドテーブルのほか、スイートルームには丹下デザインのソファも配されていた。客室は761室で、1,454人の収容が可能であった。
開業翌年には第25回BCS賞を受賞した。2001年には、全面改装が行われていた。
建築概要
- 設計 - （建築）丹下健三・都市・建築設計研究所、（構造）鹿島建設（武藤清）
- 施工 - 鹿島建設・西武建設JV
- 着工 - 1980年3月
- 竣工 - 1982年11月
- 建築面積 - 3,098m2
- 延床面積 - 67,750m2
- 階数 - 地上39階(階数表記で4階・13階は存在せず)、塔屋1階、地下2階
- 高さ - 138.9ｍ
- 構造 - 鉄骨造（地上）、鉄骨鉄筋コンクリート造（地下）

館内設備
- 40階：レストラン「ブルーガーデニア」、カクテルラウンジ「トップ オブ アカサカ」
- 20階：ビジネスサービスセンター
- 5階〜39階：客室
- 3階：コーヒーハウス「ポトマック」、コンビニ「スーベニアショップ」
- 2階：大宴会場「クリスタルパレス」
- 1階：メインエントランス、ロビー、フロント、クローク、ロビーラウンジ「マーブルスクエア」
- 地下1階：会席料理「紀尾井」寿司処・天麩羅処・しゃぶしゃぶ処、中国料理「李芳」、ショットバー「オアシス」、パーラー「ファウンテンテラス」
- 「弁慶橋清水」（庭園内）
- 旧自証院霊屋 - かつて西武鉄道が所有し、1957年から1979年までホテル敷地内に建っていた（新館建築に伴い解体、1986年に東京都へ寄贈され江戸東京たてもの園へ移設 ）。

### 五色
丹下健三設計のコンベンションセンター。1997年12月3日開業。地上3階、地下2階建。なお、傾斜地にあって五色の屋上玄関が旧館1階と同一階層となっており、旧館・プリンス通り側から見ると五色はすべて地下にあった。
- 2階：宴会場「五色の間」 - 橙光・黄雲・紅玉・紫雲・青葉
- 1階：宴会場6室  - 紺青・新緑・赤瑛・紅花・紅葉・紅梅

### 別館（旧新館）
1960年10月1日開業。5階建。
- 5階：ロイヤルホール
- 4階：結婚式場、有明、旭、曙、右近左近、写真室、衣装室、更衣室
- 1階：グリーンホール、ロビー、クローク

別館外、プリンス通りにベーカリーショップ「ブーランジュリー アカサカ」。2011年3月当時、2、3階は従業員事務所、更衣室になっていた。従業員事務所、更衣室へ変更前はクラウン、パール、ローズ、マーガレット、クィーン、梓、楓の宴会場として使用していた。

### 赤坂プリンス・レジデンス
2001年7月12日竣工。ホテルの快適さをそのままにセントラル冷暖房完備、各種取次サービスを配したデラックスなマンション。

## 閉鎖後と再開発

### 東日本大震災の避難所
2011年3月24日、東京都庁は東京電力福島第一原子力発電所事故で避難した福島県民の受け入れ施設として、新館を活用すると発表した。4月9日から6月30日まで福島第一原子力発電所の被災者を受け入れ、建物の解体は7月以降に行われることとなった。

### 再開発計画
建て替えに伴う地区計画について、東京都の都市計画審議会は2011年7月、緑地の割合を増やすなど周辺環境に配慮されているとして、容積率を従来の2倍の600%に設定した。これにより、該当地区の建物の高さの上限は180メートルとなり、当時の140メートルから大幅に増すことになった。
再開発を進める西武ホールディングスは、該当する紀尾井町南地区44,000平米の敷地に2棟の高層ビルを2012年から建設する。1棟は高さ180メートルの複合ビルで、上層に200-300室規模のホテル、中層にオフィス、低層に商業施設を設ける。もう1棟は高さ120メートルのタワーマンションとなり、100-200戸の賃貸住戸となった。
旧館（旧李王家邸）については、移築して活用されることとなった。
その後、2016年7月27日、跡地に東京ガーデンテラス紀尾井町が開業した。

### 解体工事
新館の解体工事は、粉塵や部材の飛散、騒音や振動を最小限に抑える新工法の「テコレップシステム」を開発した大成建設が請け負い、西武ホールディングス傘下の西武建設も参加。解体工事は当初2011年9月中から本格的に開始されるとされたが、諸事情により工事開始は遅れて2012年6月から行われた。2012年11月13日、39階と40階の解体作業が終了し、15本の油圧ジャッキが操作されて建物が6m短くする作業が行われた。解体作業は2013年5月頃まで続く予定とされたが、最終的には2013年7月6日に解体作業が完了した。
これ以前に日本国内で行われた高層建築物の解体工事は、清水建設が2007年に実施した東京・上野のホテルソフィテル東京（112m）が最大のものだったが、今回はそれを上回り高層ビルの解体例としては日本で最高の例となったが、世界貿易センタービル (162m) の解体によって記録が塗り替えられた。

### 旧館の移動
旧館は曳家による移動が行われた。

### その他
新館屋上には、日本放送協会（NHK）が千代田放送会館地内にあった千代田放送所に代わる予備送信設備（アナログテレビ・FM）を設置していたが、取り壊しに伴い廃止された。閉鎖時期がテレビジョン放送の完全デジタル化の時期に近く、かつ東京タワーに代わる送信所となる東京スカイツリーの運用開始は2012年であったため、一時的に予備送信施設がなくなることが危惧されたが、前述の通り解体工事開始が東京スカイツリーの試験運用開始後となったため、その問題は事実上解消した。NHK-FM放送は東京スカイツリーの運用開始後、東京タワーが予備送信施設としての機能を引き継いだ。

## 主な利用者

### 政治
- 自由民主党の派閥「清和政策研究会」の事務局が旧館1階に置かれ、毎年春頃に政治資金パーティーを開催していた。創始者で第8代自由民主党総裁の福田赳夫は西武グループ総帥・堤義明の媒酌人を務め、福田の長男・福田康夫は麻布学園や早稲田大学で堤の2年後輩に当たる。
- フジ・メディア・ホールディングスのうちフジテレビジョンが、大規模国政選挙直前の『新報道2001』のスタジオとして利用していた。台場本社が都心から離れていることに加え『日曜討論』のスタジオがあるNHK千代田放送会館が隣接しているため政治家が移動する時間を少なくし、トーク時間をより多く確保できるためである。また正論大賞授賞式会場としても使用していた。
- 李垠の子で李氏朝鮮の王世子（後継者）だった李玖は、2005年7月、かつての自宅だった同ホテルに滞在中死去した。

### 芸能
- 新館が建つ場所はかつて大規模な屋外プールがあり、毎年夏の新作水着ファッションショーやアイドル水泳大会などが催されていた。テレビ番組、映画などの制作発表も行われてきた。
- 1984年、女優竹下景子と写真家関口照生の結婚披露宴会場。
- 1990年までニッポン放送『銀座音楽祭』の会場でもあった。
- 2000年代に入ってオスカープロモーションが定宿として利用しており、「全日本国民的美少女コンテスト」や所属タレントの記者会見などが行われた。
- 2010年10月22日に千葉真一が結婚披露宴を兼ねた芸能生活50周年記念式典を開いた[20][21]。

### スポーツ
- プロ野球ドラフト会議（1989年度）の会場として使用されたことがある。
- 星野仙一・山田久志監督時代や落合博満に交代して以降の2年間に中日ドラゴンズが東京ドームで読売ジャイアンツ戦がある場合の宿舎として利用していた。2006年以降は近隣のホテルニューオータニに変更されている。
- 阪神タイガースが東京ドームの読売ジャイアンツ戦および神宮球場のヤクルトスワローズ戦がある場合の宿舎として利用していた（2000年 - 2010年）。2011年以降は同じグループのグランドプリンス新高輪に変更されている。
- 原辰徳が結婚披露宴を行っている。

### 将棋界
- 谷川浩司は、1983年の加藤一二三との名人戦第1局以来、東京遠征の際の定宿として利用していた。滞在期間はあわせて2年を超えているという。

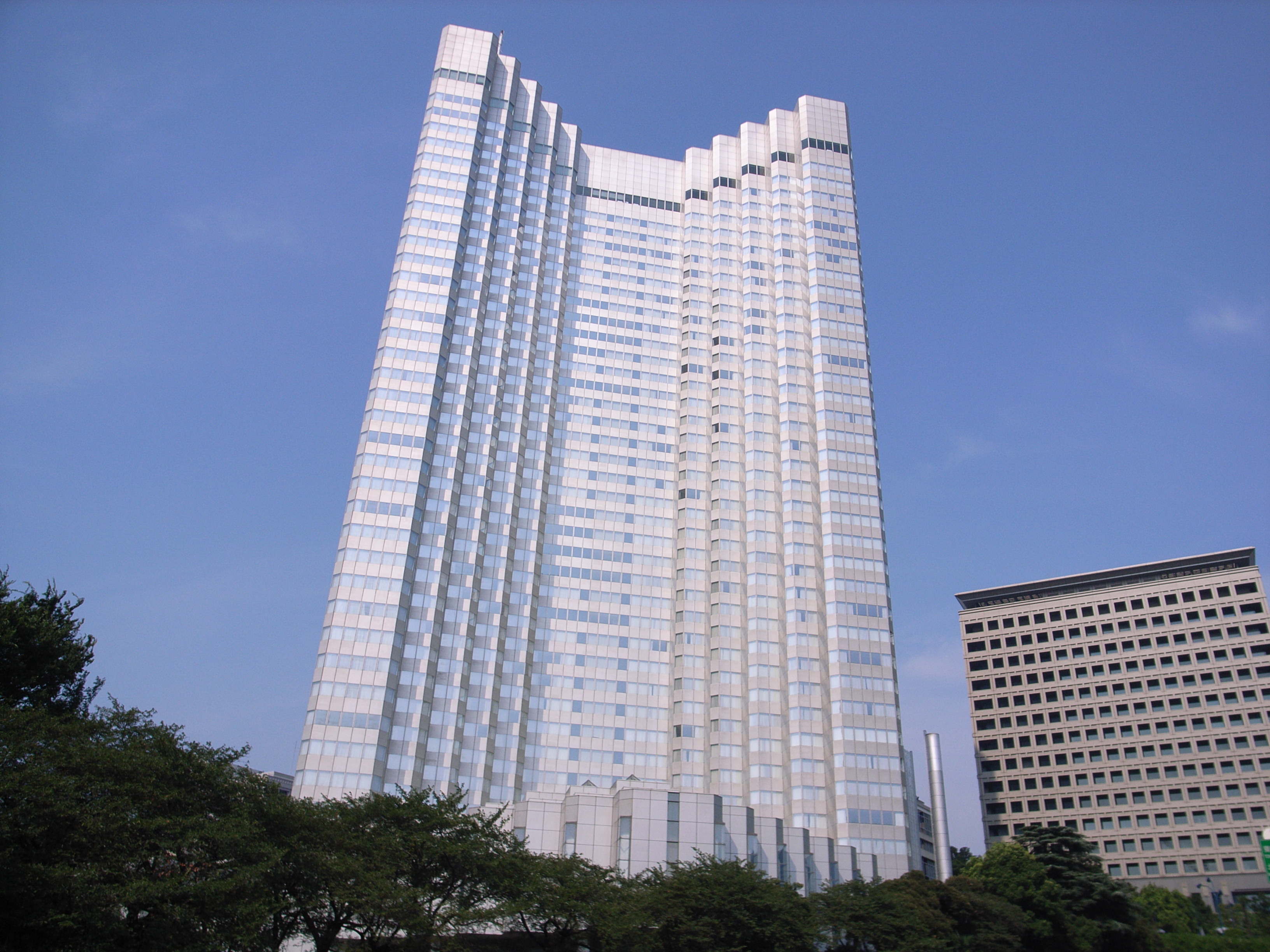
新館
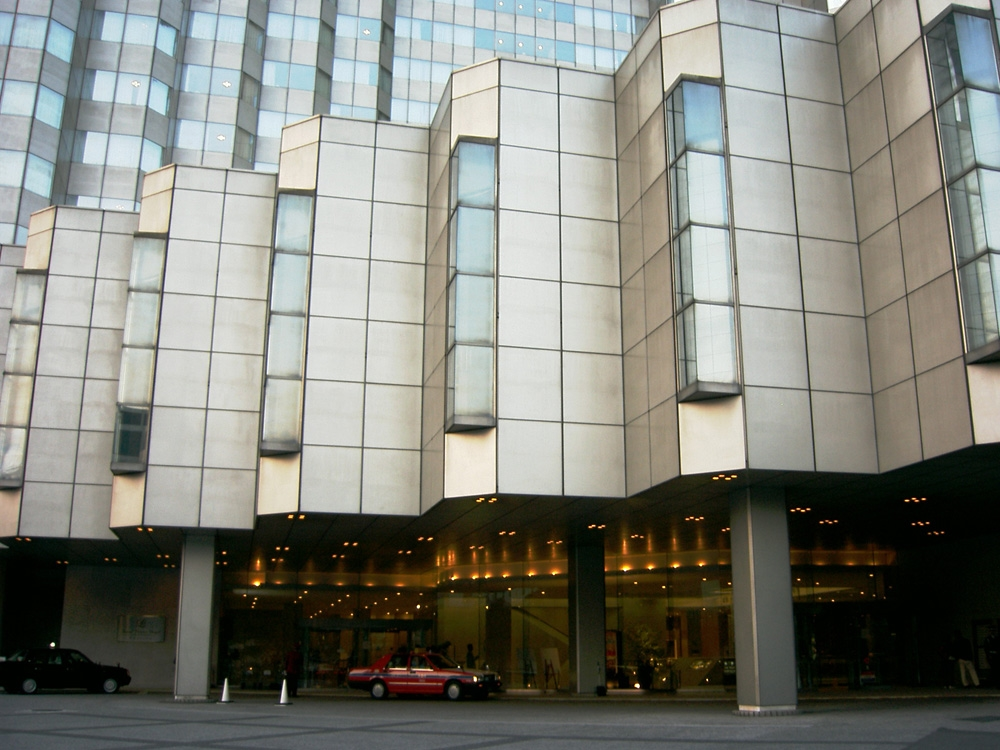
新館・1階エントランス
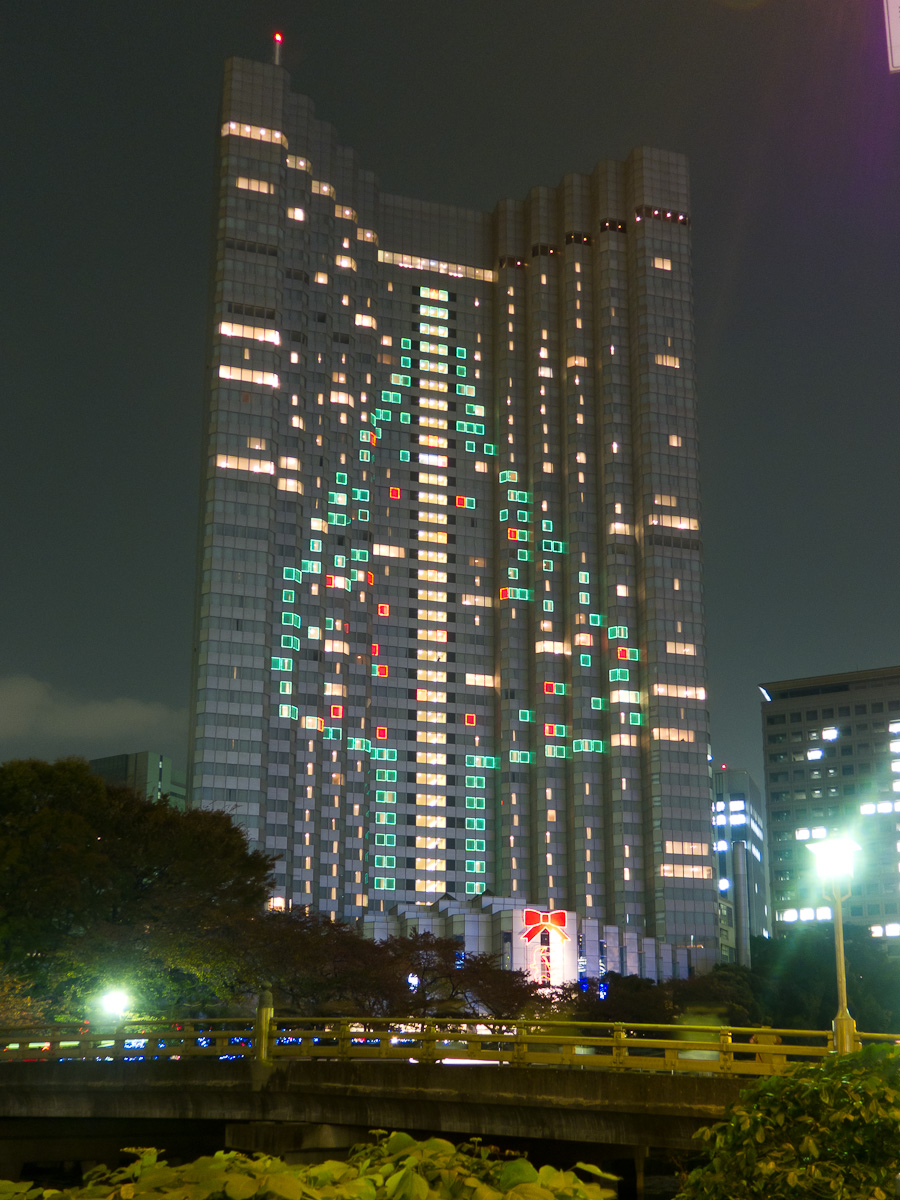
最後のクリスマス（2010年）

## 創作への登場
楽曲
- 『東京クリスマス』（電気グルーヴ）
- 『チキンライス』（浜田雅功と槇原敬之）
- 『今夜はから騒ぎ』（東京事変）

映画、漫画
- 若い季節 - ラストで「プランタン化粧品」の発表会が行われ、主題歌を歌って終わる場所となる。
- 大冒険 - 神戸にあるホテルという設定で旧館が使われた他、ラストで主人公（植木等）の結婚式が中庭で行われ結成10周年のハナ肇とクレージーキャッツが『大冒険マーチ』を歌って終わる。
- コンシェルジュ - コンシェルジュの業務を中心に繰り広げられるホテル業界を扱った漫画。舞台となるホテルの内装（特にロビーなど）はグランドプリンスホテル赤坂を参考にしている。
- ドラえもん 新・のび太と鉄人兵団 〜はばたけ 天使たち〜 - 鏡面世界でしずかの操作ミスにより、ザンタクロスが破壊してしまう高層ビルのモデルとして登場する。